# Astyanax parahybae
Astyanax parahybae är en fiskart som beskrevs av Eigenmann, 1908. Astyanax parahybae ingår i släktet Astyanax och familjen Characidae. Inga underarter finns listade.